# Norm Trerise
Norm Trerise, född 3 juni 1947, är en friidrottare från Kanada. Han deltog vid olympiska sommarspelen 1968.